# Пайн-Рівер (округ Вошара, Вісконсин)
Пайн-Рівер (англ. Pine River) — переписна місцевість (CDP) в США, в окрузі Вошара штату Вісконсин. Населення — 144 особи (2020).

## Географія
Пайн-Рівер розташований за координатами 44°8′53″ пн. ш. 89°4′31″ зх. д. / 44.14806° пн. ш. 89.07528° зх. д. (44.148094, -89.075290).  За даними Бюро перепису населення США в 2010 році переписна місцевість мала площу 3,06 км², з яких 3,03 км² — суходіл та 0,04 км² — водойми.

## Демографія
Згідно з переписом 2010 року, у переписній місцевості мешкало 147 осіб у 64 домогосподарствах у складі 46 родин. Густота населення становила 48 осіб/км².  Було 80 помешкань (26/км²).
Расовий склад населення:
| - 98,0 % — білих - 2,0 % — корінних американців |

До двох чи більше рас належало 0,0 %. Частка іспаномовних становила 0,0 % від усіх жителів.
За віковим діапазоном населення розподілялося таким чином: 21,8 % — особи молодші 18 років, 58,5 % — особи у віці 18—64 років, 19,7 % — особи у віці 65 років та старші. Медіана віку мешканця становила 42,9 року. На 100 осіб жіночої статі у переписній місцевості припадало 88,5 чоловіків;  на 100 жінок у віці від 18 років та старших — 101,8 чоловіків також старших 18 років.
Середній дохід на одне домашнє господарство  становив 59 346 доларів США (медіана — 33 571), а середній дохід на одну сім'ю — 99 721 долар (медіана — 53 750). За межею бідності перебувало 27,2 % осіб, у тому числі 45,0 % дітей у віці до 18 років та 15,4 % осіб у віці 65 років та старших.
Цивільне працевлаштоване населення становило 50 осіб. Основні галузі зайнятості: роздрібна торгівля — 32,0 %, виробництво — 32,0 %, транспорт — 14,0 %, науковці, спеціалісти, менеджери — 8,0 %.